# Quintus Aurelius Symmachus
Quintus Aurelius Symmachus (ca. 340 – ca. 402) var en ikke-kristen romersk senator, konsul og bypræfekt (praefectus urbi) i senantikkens Rom. Han regnes for en af de betydeligste latinske talere i sin tid og blev af sine samtidige sammenlignet med Cicero. Hans far var Lucius Aurelius Avianius Symmachus (død 376) fra den patriciske gens (klan) Aurelia. Quintus Aurelius var repræsentant for den traditionelle cursus honorum (vedr. embedsmandskarriere og politisk rangstige), og han var hedning på en tid hvor senatsaristokratiet hastigt konverterede til kristendommen.
Tolerance over for hedensk kult
I 382 gav kejser Gratian, som var kristen, ordre om at Sejrsalteret skulle fjernes fra Curia, hvor det romerske senat holdt til i Forum. Aurelius Symmachus ledede en protestdelegation som kejseren nægtede at modtage. To år senere blev Gratian snigmyrdet i Lugdunum, og Aurelius, der nu var præfekt i Rom, fornyede appellen over for Gratians efterfølger, Valentinianus II, i en berømt skrivelse som blev imødegået af Ambrosius, biskop i Milano. I en tid, hvor religiøse samfund var af den opfattelse at guddommelige magter havde direkte indflydelse på menneskelige hændelser, argumenterede Aurelius for at fjernelsen af alteret ville bringe hungersnød og at en genrejsning kun kunne være til nytte for alle. Hans argumentation byggede subtilt på at kræve tolerance for traditionel religionsudøvelse og tro som kristendommen ville undertrykke i en forordning af Theodosius den store fra 391.
Aurelius Symmachus’ karriere blev midlertidig afsporet da han leverede et panegyrisk digt til den kortlivede tronraner Magnus Maximus, men han kom tilbage kort tid efter og fik konsulembede, den højeste ære i imperiet.

## Skrifter
Det meste af hans skriftlige arbejde har overlevet, ni bøger med breve, en samling af Relationes eller officielle dagsbefalinger som dateres til hans tid som præfekt i Rom, og fragmenter fra forskellige taler. Hans stil var meget beundret i hans egen tid og ind i tidlig middelalder, men moderne forskere er blevet opmærksomme på den mangel der er i hans skrifter på reel information om hans samtid, hvilket har bevirket at kun få af hans skrifter er blevet oversat fra latin.
Aurelius Symmachus var også involveret i forberedelsene af en udgave af historikeren Titus Livius’ (59 f.Kr.-17 e.Kr.) Ab urbe condita ("Fra byens grundlæggelse"), et monumentalt værk om Roms historie. Denne udgave er kilden til en række af subskriptioner – en slags efterskrifter i afskrifter af manuskripter – hvor hans navn er blevet fundet i flere af de bevarede tekster fra det første årti, og det antages at han er stamfar til en af manuskripttraditionerne af Livius’ tekst.
Se også
- Om kulturelt liv i senantikken
- Religiøse udviklinger uden for kristendommen i senantikken
- Bogtabet i senantikken